# フォワードセンター
フォワードセンター（Forward Center）は、バスケットボールのポジションを示す用語。センターフォワードもしくはビッグマン（Bigman）と呼ばれることもあり、攻守でフロントコート全般の役割を担うポジションである。

## 概要
近年増加傾向にあるユーティリティープレイヤーの一種で、センターとフォワード（主にパワーフォワード）の両方のポジションをこなせ、かつ兼任する選手。出場メンバーや試合の展開に応じ、センターとフォワードの役割を行き来する場合もあれば、センターもしくはフォワードの一方に専念する場合もある。ただしパワーフォワードはコートにおいて求められる役割がセンターと類似することが多いため、遅くとも1960年代には日本でその存在が認知されていたポジションである。当時のルールでは3Pショットが存在しなかったためにインサイドの要となるセンターの重要性が今より高かったことによる影響が大きいとされる。
センターにしてはゴールから離れた場所でのプレイに長ける（例えば中距離のショットを得意とする等）選手をこのポジションに起用することが多いとされる。
通常、センターと呼ばれるポジションはコート上に各チーム1名配置するが、2名を同時に起用するツインセンター布陣をしいた際に一方がフォワードセンターとなることも多い。